# إندونيسيا والبنك الدولي
إندونيسيا والبنك الدولي تطورت مشاركة مجموعة البنك الدولي في إندونيسيا على مدار السنوات الستين الماضية لتصبح واحدة من أهم عمليات المجموعة، تشمل المشاركة في ذلك الإقراض وخدمات المعرفة ودعم التنفيذ. منذ عام 2004 تطورت مساعدة البنك الدولي إلى نظام دعم أكثر تعاونًا لجدول أعمال للسياسات مع وجود ضوابط وتوجيهات محلية كبيرة، بما يتوافق بشكل أفضل مع تصنيف البلدان المتوسطة الدخل في إندونيسيا. اعتبارًا من مارس 2017 كانت محفظة الإقراض التابعة للبنك تضم 31 مشروعًا مستمرًا، بقيمة إجمالية تبلغ 7 مليارات دولار. تألفت هذه المشاركات من مشاريع تمكين المجتمع وإصلاحات الإدارة الحكومية وإنتاج الطاقة وتطوير البنية التحتية.
أظهرت مؤسسة التمويل الدولية وهي أحد مكونات مجموعة البنك الدولي مشاركة عالية بشكل خاص في التنمية الاقتصادية في إندونيسيا. استثمرت المؤسسة في 31 عميلًا وبرنامجًا، بلغت قيمتها الإجمالية حوالي 2.24 مليار دولار. يتمثل الهدف المعلن لمؤسسة التمويل الدولية في تعزيز الوصول المالي لـ 1.6 مليون إندونيسي و5000 مؤسسة صغيرة إلى متوسطة، بالإضافة إلى توسيع الوصول إلى البنية التحتية لأكثر من 8.5 مليون شخص. لا تزال مؤسسة التمويل الدولية نشطة للغاية في تقديم المشورة لقطاع الأعمال الزراعية الإندونيسية، حيث تؤثر المشروعات على ما يصل إلى 11.000 مزارع من أصحاب الحيازات الصغيرة.
في ديسمبر 2015 قدم مجلس إدارة البنك الدولي إستراتيجية كاسحة منقحة لإندونيسيا، والمعروفة باسم إطار الشراكة القطرية. وجاء الانتهاء منها بعد سلسلة من المشاورات المكثفة مع القطاعين العام والخاص الإندونيسي، وكذلك مع مجموعات المجتمع المدني. نتيجة لذلك، تتوافق إطار الشراكة القطرية مع أهداف خطط التطوير لجاكارتا على المدى المتوسط. بينما يتم تنفيذ الإطار على مدار السنوات الأربع القادمة، من المتوقع أن يصبح أحد أكثر برامج المجموعة شمولاً وبعيدة المدى. في مايو 2015 قدم جيم يونج كيم للرئيس جوكو ويدودو ما يصل إلى 11 مليار دولار في شكل قروض جديدة على مدى السنوات الثلاث إلى الأربع التالية للبنية التحتية الأساسية. سيركز الإطار بشكل خاص على قطاعي الطاقة والبنية التحتية في إندونيسيا، ومجالات تخصص البنك الدولي للإنشاء والتعمير وصندوق النقد الدولي. قوبل هذا الاستثمار بتكهنات بأن البنك الدولي المتأثر بواشنطن يقوم بتطوير إستراتيجية لاقتناص الفرص للاستثمار الصيني في الأرخبيل.
يدير البنك الدولي أيضًا عدة برامج لمكافحة القضايا المالية في إندونيسيا. أحد هذه البرامج هو برنامج جنراسي الذي يوفر منحًا محفزة للمجتمعات. جنراسي موجود في 5448 قرية في 11 مقاطعة، مع ما يصل إلى 5 ملايين مستفيد. وفقًا للبنك الدولي فإنه يعتزم دعم ثلاثة من الأهداف الإنمائية للألفية للأمم المتحدة: صحة الأم، وصحة الطفل، والتعليم الشامل. كما أنشأ البنك برنامج بي إن بي إم، حيث وصل إلى 30 مليون شخص في محاولة لمعالجة النقص في البنية التحتية في الأحياء الفقيرة في المدن، بما في ذلك الطرق ومرافق إمدادات المياه. كما قدمت البرنامج خدمات القروض الصغيرة والتدريب على الإدارة المالية. كما تلقت الحكومة الإندونيسية دعماً كبيراً من البنك الدولي في برنامج الأمل العائلي، بما في ذلك جلسات تنمية الأسرة والمواد التعليمية المتعلقة بصحة الأم وتغذية الأطفال. تشترك حاليا 3.5 مليون أسرة في هذا البرنامج، وتعتزم شراكة البنك الدولي وإندونيسيا توسيع هذا العدد إلى 6 ملايين.